# Pila (Aostadal)
Pila is een plaats (frazione) in de Italiaanse gemeente Gressan, Aostadal.

## Skigebied
Pila is een skigebied in de Alpen met 29 pistes. Het gebied is voorzien van zetelliften en een gondel. Via een kabelbaan kan men binnen twintig minuten vanuit het dal aan het skigebied geraken. In Pila bevinden zich, naast de skipistes, ook een snowpark en funpark. 
Vanuit dit skigebied heb je een goed zicht op de Mont Blanc en de Matterhorn.